# Харолд Юри
Харолд Клейтън Юри (на английски: Harold Clayton Urey) е американски химик и физикохимик, носител на Нобелова награда за химия за 1934 г. „за откриването на тежкия водород – деутерий, използван за получаването на тежка вода, както и като индикатор на биохимичните реакции в живите тъкани“.
Открива деутерия през 1932 г. Автор е на научни трудове по химия и делене на изотопите, геохимия и космохимия, астрофизика, проблеми на възникването на живота (експеримент на Милър-Юри).

## Биография
Роден е на 29 април 1893 година в Уолкертън, щата Индиана, САЩ, в семейството на Самуел Клейтън Юри, свещеник и учител, и Кора Ребека (по баща Рейноул). Когато е на 6 години баща му умира и майка му се омъжва повторно.
През 1911 г. Юри завършва средно образование, записва се на тримесечни учителски курсове и две години преподава в селски училища в Индиана и Монтана. През 1914 постъпва в Монтанския университет в Мизула. Три години по-късно получава бакалавърска степен по природни науки и започва работа като химик-изследовател в компания във Филаделфия. През 1919 се завръща в Монтанския университет като преподавател по химия. След две години получава стипендия, която му позволява да стане аспирант химик в Калифорнийския университет, Бъркли. В университета негов научен ръководител е Гилбърт Люис, който поощрява Юри относно интереса му към връзките между физиката и химията.
След присъждане на докторска степен през 1923, Юри получава стипендия за научна дейност в Института по теоретична физика към Университета на Копенхаген в Дания. Там той усъвършенства знанията си по физика под ръководството на Нилс Бор и други водещи учени.
След завръщането си в САЩ през 1924, Юри работи в корпорация към Университета „Джонс Хопкинс“, където се занимава с проучване на молекулярната термодинамика и на структурата на молекулите, а също така и на оптическия спектър при поглъщането и излъчването на атомите.
През 1934 г. Юри става професор в Колумбийския университет в Ню Йорк, а от 1939 до 1942 е заместник-декан на химическия факултет. От 1933 до 1940 г. е главен редактор на „Списание по физическа химия“ (Journal of Chemical Physics).
В началото на Втората световна война Юри и други американски учени изразяват опасението, че Нацистка Германия ще използва процеса на делене на ядрата (открит през 1939 г. от Ото Хан, Лизе Майтнер и Фриц Щрасман) за разработване на атомно оръжие. През 1942 правителството на САЩ, за да създаде атомна бомба, разработва проектът „Манхатън“. За неговото осъществяване е необходим способен да се разцепва уранов изотоп – уран-235. Юри оглавява разработката на начини за отделяне на този изотоп от по-разпространения уран-238.
През 1945 г. Юри напуска Колумбийския университет и става заслужил професор в Института за ядрени изследвания към Чикагския университет. През 1952 получава званието почетен професор. През цялото време Юри заедно с други учени предупреждава за опасностите, свързани с ядреното оръжие. Въпреки това, по-късно продължава разработката на водородната бомба, за изходно вещество на която служи открития от него деутерий.
През 1958 г. Юри става професор в Калифорнийския университет, Сан Диего и работи там до 1970, когато става почетен професор в оставка. През 60-те години убеждава правителството да обедини научните изследвания с американската космическа програма. Юри се интересува много от състава, произхода и релефа на Луната и успява да изследва образци от лунни породи, доставени от „Аполо“.
Умира на 5 януари 1981 година в Ла Хоя на 87-годишна възраст.

## Признание
- Нобелова награда за химия (1934);
- медал на Американското химическо дружество (1934);
- медал на Лондонското кралско дружество (1940);
- медал на Института „Франклин“ (1934);
- медал за заслуги на правителството на САЩ (1946);
- награда от Колумбийския университет (1961);
- златен медал на Лондонското кралско астрономическо дружество (1966);
- медал „Леонард“ на Метеоритното общество (1969);
- медала на Американската асоциация за съдействие на развитието на науката (1971);
- медал на Американското химическо дружество (1973).